# 효령로
효령로(孝寧路)는 서울특별시 서초구 방배동 서울메트로 삼거리에서 서초동 뱅뱅사거리 사이를 잇는 왕복 6~8차선 도로인데 원래는 서울시 서초구 서초동 1339-9번지의 강남대로에서 서울고등학교를 거쳐 서초구 방배동 479-9번지의 남부순환로에 이르는 길이 4,340m, 너비 30m의 6차선 도로였다. 1991년 4월 기존차선의 재분할 방식으로 차선을 증설하였다. 이 길이 지나는 지하철2호선 방배역 부근에 조선 세종의 형인 효령대군(孝寧大君)의 묘와 사당인 청권사(淸權祠)가 있는 데서 유래되었다

## 전해오는 이야기
서초구 방배동에 있는 방배역 4번 출구로 나와 50m 정도 걸으면 청권사(淸權祠)란 표지석이 나오는데 왕의 친척, 종실신분으로 조선의 아홉 분의 임금을 모셨던 효령대군의 사당과 묘소가 있는 곳이다. 청권(淸權)이란 중국 주(周)나라 때 태왕(太王)이 맏아들 태백과 둘째아들 우중을 건너뛰어 셋째아들 계력에게 왕위를 물려할 때 태백과 우중 두 형제는 부왕의 뜻을 헤아려 삭발하고 은거하며 왕위를 사양했다. 훗날 공자(孔子)가 태백은 지덕, 우중은 청권이라고 칭송하였다. 이러한 고사를 바탕으로 양녕대군을 모시는 사당을 지덕사, 효령대군을 모시는 사당을 청권사라 하였다.

## 노선
- 서울메트로 삼거리 - 새우촌공원 - 방배역 - 청권사(淸權祠) - 서울고등학교 - 서초3동 주민센터 사거리 - 서울남부버스터미널 - 남부터미널역 - 무지개아파트 사거리 - 뱅뱅사거리

## 연결 도로
이 도로의 시점인 동덕여고에선, 남부순환로가 만나며, 종점인 뱅뱅사거리에서는 강남대로와 도곡로가 접한다.